# Вишневский-Снерг, Адам
Адам Вишневский-Снерг (пол. Adam Wiśniewski-Snerg; 1 января 1937, Плоцк — 30 августа 1995, Варшава) — польский писатель-фантаст, один из самых ярких представителей молодого поколения национальной научной фантастики.

## Биография
Адам Вишневский-Снерг — один из самых загадочных литераторов ХХ-го века в польской литературе. Долгое время, несмотря на все попытки СМИ, тщательно скрывал подробности своей личной жизни, не давал интервью и биографические данные. После его смерти стало известно, что после окончания школы в Плоцке, занимался самообразованием, рано начал писать. Чтобы отличаться от нескольких писателей, которые носят имя и фамилию Адам Вишневский, взял себе литературный псевдоним Снерг (Snerg), который расшифровывается, как «Сумма полной энергии». С 1979 года полностью посвятил себя профессиональной писательской деятельности.
В конце жизни всеми забытый и непонятый, страдая от глубокой депрессии, совершил самоубийство. Только после смерти писатель был заново открыт, переоценён и признан одним из самых выдающихся писателей научной фантастики.
С. Лем считал А. Вишневского-Снерга самым значительным автором польской научной фантастики.

## Творчество
В своих произведениях представлял собственное синтетическое видение мира, которое не считал оторванным от реальности.
Первая опубликованная работа А. Вишневского-Снерга — «Аноним» вышла в 1968 году. Успех к писателю, пришёл после выхода в свет в 1973 году его первой повести — «Робот» (пол. Robot). В сюжете используется сформулированная писателем концепция сверхсуществ — согласно которой известные нам существа можно подразделить на последовательные поколения: минералы, растения, животные и разум; ни одно существо не воспринимает непосредственно организм своего сверхсущества. Эта книга выиграла конкурс на лучшую повесть польской научной фантастики в послевоенном тридцатилетии — победив известные во всем мире повести Станислава Лема.
Вслед на ним, в 1978 году автор опубликовал шокирующий читателей философский роман «От разбойника» (пол. Wedlug lotra), в котором один из зевак, столпившихся на Голгофе излагает библейскую историю распятия Христа.
В романе «Обнаженная цель» (пол. Nagi cel) (1980) писатель описывает гигантское здание-город, как «вселенский кинематограф», в котором каждый посетитель может принять участие в любом из демонстрирующихся в бесчисленных залах фильмов всех времен и народов.
Герои романа «Ковчег» (пол. Arka), люди-невольники своих собственных видений, живущие в мире иллюзий, неспособные на общение друг с другом, неспособные найти даже точки соприкосновения между собой. Написанный в аллегорически-фантастической форме, «Ковчег» оставляет читателю место для свободной интерпретации произведения от парадоксальной до психологически-морализаторской.
Произведения А. Вишневского-Снерга были переведены на английский, русский, чешский, венгерский и немецкий языки.

## Избранная библиография
- Робот / Robot (1973)
- От разбойника / Według łotra (1978)
- Обнаженная цель / Nagi cel (1980)
- Ковчег / Arka (1989)
- Оазис
- Ступор / Otępienie
- Вернись в Сорренто
- Раздвоение / Rozdwojenie
- Дикарь / Dzikus
- Прерванный фильм / Przerwany film
- Заговор / Zmowa
- Оро / Oro (1997) (издано посмертно)
- Третья цивилизация / Trzecia cywilizacja (1998)
- Ангел смерти и другие рассказы / Anioł przemocy i inne opowiadania (2001)
- серия рассказов о Перри Эксе и др.

Кроме того, Вишневский-Снерг опубликовал научный труд — «Единая теория пространства и времени» (пол. Jednolita teoria czasoprzestrzeni), однако, представленные в ней тезисы были проигнорированы и не восприняты серьёзно официальными научными кругами, с подходом которых Снерг полемизировал на страницах издания «Знание и жизнь».

## Интересно
- Адам Вишневский-Снерг стал прообразом Снеера — главного героя повести Януша Зайделя «Предел».
- В последнее время имя Снерга появилось в средствах массовой информации в связи с делом предполагаемого плагиата, в котором обвиняли авторов фильма «Матрица», перенёсших на экран действительность, которую Снерг описал в рассказе «Ангел смерти».